# Purpuricenus foraminifer
Purpuricenus foraminifer là một loài bọ cánh cứng trong họ Cerambycidae.